# さくらの親子丼
『さくらの親子丼』（さくらのおやこどん）は、2017年10月7日から11月25日まで毎週土曜日の23時40分-翌0時35分に、東海テレビの制作により、フジテレビ系列の『オトナの土ドラ』枠で放送された日本のテレビドラマである。主演は真矢ミキ。
2018年12月1日から2019年1月26日まで続編『さくらの親子丼2』（さくらのおやこどんツー）が、2020年10月17日から12月19日まで第3シリーズ（タイトルは『さくらの親子丼』）が放送された。

## 第1シリーズ

### あらすじ（第1シリーズ）
九十九さくらが居場所のない子どもに無償で親子丼を提供する「たまりば」に、不良少女の二宮あざみと正木リエがやって来る。偽名を使って帰って行ったが、その後二人は「たまりば」に通うようにになる。あざみは、カツアゲした相手の手下から復讐を受けてけがを負い、九十九堂で暮らすことになるが、さくらの娘・恭子は、あざみが兄の悠平を殺害した犯人・花菜子の娘であることを理由に、あざみが九十九堂で暮らすことに反対する。
あざみは、妹の夢を叶えるために健気に生きる君塚達也、シングルマザーの佐伯風花、母からの過剰な期待と体罰が原因で心が歪んだ小学校教員の御代川由希、一家心中で生き残り死に急ぐ松島剛志らとの出会いを通して少しずつ心を動かされていく。リエは更生し、働き始める。それと同時に、さくらの真意を知った恭子はあざみのことを認め、九十九堂に住んでいてほしいと頼みさえするようになっていた。
東海林直晃が「たまりば」にやって来る。直晃は、母親の美春に暴力を振るう引きこもり少年だった。直晃の暴力に耐えられなくなった美春は、直晃を強制的に自立支援センター「ハートスクール」へと入所させる。しかし「ハートスクール」は、高額な料金を取っておきながらろくに教育をしない悪徳な施設だった。さくらは、たびたび「ハートスクール」を逃げ出しては「たまりば」で親子丼を食べる直晃を保護したが、未成年者略取誘拐の罪で逮捕されてしまう。あざみの説得により、美春は告訴を取り下げ、さくらは無事に釈放された。
ある日恭子は、あざみの母親・花菜子が小田原でスナック「蘭」を経営していることを知る。あざみは花菜子に会いに行くが、彼女の態度や悠平を殺したことに対して罪悪感を抱くことすらしない様子に激怒し、そのまま飛び出してしまう。恭子が花菜子の過去について調べると、彼女なりにあざみのことを思っていたのだということが分かり、ついに彼女を九十九堂に連れて来てしまう。突然現れた花菜子にどう接していいのか分からなくなるさくら。必死に謝罪する花菜子に、さくらは「一生許さないが、憎むのはやめる」と言い、あざみのためにも必死に生きるよう諭した。あざみは花菜子と花菜子の再婚相手と共に3人で暮らすことを決意し、九十九堂を去った。あざみがいなくなったあとも、「たまりば」には、子どもたちに親子丼を作り続けるさくらの姿があった。

### キャスト（第1シリーズ）

#### 九十九家
九十九さくら（つくも さくら）〈52〉
演 - 真矢ミキ
古本屋・九十九堂書店主人。夫と息子と娘と幸せに暮らしていたが息子が死亡して心に大きな傷を負い、夫とも離婚。
プロレスファン。
「空腹こそが非行のもとになる、それは人間らしく生きるためには絶対に良くないことだ」と考え、行き場を失い腹を空かせた人が訪れると、無償で親子丼を食べさせるようになった。そして現在は店の奥にある通称「たまりば」で身寄りがない人や子供達に無料で親子丼を提供、相談に乗ったりしている。
あざみのことは「悠平が命がけで守った命」との思いを持ち、帰る場所のないあざみと暮らしている。
悠平の部屋は16年前のままにしている。歪んだ娘に対して歪んだ愛情を抱く峰子を説得すると同時に、自分が悠平に執着しすぎていたことに気づき、ほとんどの遺品を焼却処分する。
花菜子が謝罪に訪れた際は混乱し、一旦は追い出したが最終的には受け入れ、「一生許さないが、憎むのはやめる」と言い、人生を無駄にせず必死に生きろと諭した。
九十九恭子（つくも きょうこ）
演 - 本仮屋ユイカ（幼少期：長谷川美羽）
さくらの娘。「プローヴァ」という雑誌の記者。
さくらが「たまりば」で親子丼を提供することを良く思っていなかったため別居していた。後述のように兄を殺されているため、不良少年・少女に憎しみを持つ。さくらが居場所のない子供たちに親子丼を食べさせていることをあまりよく思っておらず、「落ちこぼれを甘やかしているだけ」とさくらに言ってしまう。
あざみが兄を殺した加害者の家族だからという理由で、あざみが九十九堂に住むことを反対するが、さくらの思いを知ると、自分もあざみを守りたいと思うようになり、一緒に九十九堂に住むよう頼む。リエを小百合の病室に連れて行き、ハルエに謝罪する機会を与える。自分が悠平を殺した花菜子の娘であるとあざみに打ち明けられ、彼女とどう接すればいいのかとさくらに問われ、「今まで通りにすればいい」と答える。
前述のように花菜子を見つけ出し、あざみを連れて行った。恭子も花菜子を憎んでいたが、花菜子を九十九堂へ連れて行き、謝罪の機会を作った。
九十九悠平（つくも ゆうへい）
演 - 大地伸永
さくらの息子。さくらの作る親子丼が好きだった。
17歳の時にファミリーレストラン 「ハングリーライオン」でウェイターとしてアルバイト中、あざみを殺そうとした花菜子を止めようとして揉み合いになり、胸にナイフが突き刺さって亡くなった。

#### 九十九堂の常連客
二宮あざみ（にのみや あざみ）〈17〉
演 - 吉本実憂（1歳期：谷村海紗、幼少期：安山夢子）
ある日「たまりば」にリエと共にやって来た少女。後述の通り母に殺されそうになった時、悠平が止めに入ったことで救われた。自分が生まれる前に父親には逃げられている。事件の後は、遠い親戚に養子としてもらわれたが、事件が公になってからは強く当たられる。
カツアゲした相手の手下たちに復讐として暴力を振るわれ、一時的に九十九堂で暮らすことになる。
さくらと恭子が自分について話しているのを偶然聞いてしまい、九十九堂に帰りづらくなってしまい、リエと不良仲間のもとにいたが、彼女が体調を崩したことで九十九堂に戻り、さくらから教えてもらったレシピで親子丼を作ってあげる。
さくらが誘拐犯として警察に連行された時は、被害届を取り下げるよう美春に直談判した。
恭子がインターネットの掲示板 で見つけた母の元に出かけていき母・花菜子と再会、彼女がさくらに謝罪するのを見届けた後、一緒に暮らすため九十九堂をあとにした。
中西俊太（なかにし しゅんた）〈32〉
演 - 塚田僚一（A.B.C-Z）
九十九堂と同じ商店街にある「鶏八精肉店」の店員。
悠平の幼馴染で恭子とも仲がいい。元々はかつて関東一帯を制圧した暴走族のリーダーで、さくらの世話になったこともあり、現在は更生し、真面目に働いている。さくらのよき理解者でもあり、酔ったさくらの本音を聞くこともある。競馬の観戦が趣味。
あざみが九十九堂で生活することにあまり賛成でなかった恭子に、「あざみに罪はない」と諭す。
玉置玄（たまき げん）
演 - 矢野浩二
通称「玄さん」。「たまりば」の常連で、いつもクレヨンで蝶の絵を描いている。「いらない色はありません。みんな大事です。」が口癖。過食嘔吐に苦しむ由希に、「下を見ていたら虹は見えない」と助言をする。
正木リエ（まさき りえ）
演 - 柳美稀
あざみの友人。一年前に傷害事件を起こし、少年院に入っていた。被害者の小百合が現在も昏睡状態にあることを知り、彼女に首を絞められる夢をみるほど罪悪感にさいなまれ、自暴自棄になるほどに追い詰められる。体調を崩して九十九堂で看病される。さくらの「自分だったら、誠実に一生をかけて償ってほしい」という言葉を聞き、土下座して泣きながらハルエに謝罪するも、激怒され追い返されてしまう。ハルエに病院の入院費を送るために働こうと決心し、実家に帰っていく。
さくらが未成年者略取及び誘拐の疑いで逮捕された時には、九十九堂に駆けつける。
国井雅弘（くにい まさひろ）
演 - 井藤瞬
学校で先生を殴って九十九堂に逃げて来たが、学校に戻って先生に謝るよう言われる。九十九堂で慎也と喧嘩をするも、さくらの親子丼を食べた途端に仲直りする。後述の「インスタ騒動」が起こったときに、九十九堂で手伝いをする。SNSでの九十九堂で行われたピンポン大会についての投稿が、直晃が九十九堂を訪れるきっかけとなる。

#### 九十九堂の周辺人物
大将
演 - 河野洋一郎
さくら行きつけの焼き鳥屋「大穴屋」の大将。麻子を「麻ちゃん」と呼ぶ。
麻子（あさこ）
演 - 市原あやの
「大穴屋」の従業員。
米松カヨ子（よねまつ かよこ）
演 - 齋藤めぐみ
九十九堂の隣で姉のキミ子と理容店「バーバーヨネムラ」を営む。あざみに「不良がうろつかれると困る」と文句を言う。さくらやあざみに対して文句や嫌味を言うことが多かったが、物語の終盤では逮捕されたさくらを心配したり、笑顔で挨拶を返したりしている。
米松キミ子（よねまつ きみこ）
演 - 飯沼千恵子
九十九堂の隣で妹のカヨ子と理容店「バーバーヨネムラ」を営む。あざみに「不良がうろつかれると困る」と文句を言う。さくらやあざみに対して文句や嫌味を言うことが多かったが、物語の終盤では逮捕されたさくらを心配したり、笑顔で挨拶を返したりしている。
藤波辰爾（ふじなみ たつみ）
演 - 本人
さくらが神とあがめるプロレスラー。九十九堂には藤波辰爾のポスターが貼られている。
西浦花菜子（にしうら かなこ）
演 - 遠藤久美子（17歳期：大野未来）
あざみの母。自分の名前に「花」が入っていて、アザミが好きだったため、「あざみ」と名付けた。あざみが1歳の時、悠平を殺害し、その事件で収監され出所後、14年前に美容院でいじめられて上司を殺そうとし、2004年12月に覚せい剤所持で逮捕され、10年前にはスーパーマーケットで幼児を誘拐して逮捕され、現在は小田原でスナック「蘭」を経営している。再婚したため、姓が変わっていた。
あざみと16年ぶりに再会するが反省した様子を見せず、首を締められて逃げられる。恭子に連れられて九十九堂にてさくらに面会、謝罪した。そしてあざみのために生きていくことを誓った。

#### ゲスト（第1シリーズ）

##### 一杯目「貧しい兄妹と親子丼」
佐伯風花（さえき ふうか）
演 - 浅川梨奈（SUPER☆GiRLS）（二杯目、七杯目）（幼少期：吉本果叶）
小学6年生までさくらのもとで暮らしていた。母の再婚相手と相性が悪く家出し、すぐに結婚するも、うまくいかずにすぐに別れ、シングルマザーとなる。その後は援交しながら街を彷徨い、友人の真由の部屋に住まわせてもらっていた。深夜、駄々をこねる絵里香を叱っていたときに、あざみと出会う。達也が逮捕された数日後に、絵里香を連れてさくらのもとに戻ってくる。真由が引っ越したことで居場所がなくなり、幼い娘のいる自分を引き取ってくれる人がいなかったことから絵里香の存在を疎ましく思い、絵里香を真由の部屋に置き去りにして彼氏の真太郎と共にデートに出かけてしまう。しかし、絵里香のことを吹っ切ることができず、九十九堂に迎えに行く。後にあざみとも和解。従業員を募集していた弁当屋でアルバイトし、空き部屋だった店の2階の部屋に住み始める。
さくらが未成年者略取及び誘拐の疑いで逮捕された時には、絵里香と共に九十九堂に駆けつける。
君塚達也（きみづか たつや）
演 - 今井悠貴
九十九堂の常連客。父親を刺殺して補導され、少年院に入った経験を持つ。アイドルデビューを目指す美香と共にアパート「富士見荘」に住んでおり、生活費を稼ぐために工事現場やスーパーマーケットでアルバイトをしている。美香がアイドルグループ「にじいろフラワーズ」のオーディションに合格したときには、自分を死んだことにしてまで彼女の夢を叶えてあげようとしていた。しかし、デビューを拒んだ美香を無理やり連れ去ろうとした金澤にけがを負わせたことで、逮捕されてしまう。連行される直前に、さくらの親子丼を食べながら、釈放されたらすぐに九十九堂に帰ると約束した。
金澤二郎（かなざわ じろう）
演 - 西ノ園達大
アイドルグループ「にじいろフラワーズ」のチーフマネージャー。美香を「ずっと探し求めていた逸材」「トップアイドルになるかもしれない」と絶賛し、100万円と引き換えに達也を交通事故で死んだことに、彼の父親を病気で死んだことにして、彼の前科を揉み消すことを条件に、グループの新メンバーとしてデビューするチャンスを与える。デビューを拒み逃げ出した美香を無理やり連れ去ろうとしたため、達也に鉄パイプで殴られ、けがを負う。
君塚美香（きみづか みか）
演 - 伊丹彩華
達也の妹。アイドルになることを夢見ていて、ダンスやピアノの教室に通っている。アイドルグループ「にじいろフラワーズ」のメンバーとしてのデビューが決まったときには一度は喜んだが、「達也を死んだことにしたくない」「達也と一緒に暮らしたい」という思いから、デビューを拒む。結局、達也が逮捕されたことでデビューは白紙となり、施設で暮らすことになった。
マサル / ジュンヤ
演 - 千葉一磨 / 飛葉大樹（ともに三杯目、五杯目）
あざみの不良仲間。あざみやリエに儲け話を持ち掛けて、カツアゲや窃盗に誘うことが多い。九十九堂で親子丼を食べたあと、氏名を書くのを拒否し、さくらと揉め合いになり、居合わせた俊太に止められる。倉庫でパソコンを盗み出すも、目撃した警備員の通報によって逮捕される。
被害男性
演 - みっちー
あざみたちによる美人局の被害に遭った男性。あざみと援助交際しようとしていたが、後からやって来たリエとジュンヤに金だけを奪われ、逃走される。
達也の母親
演 - 藤倉みのり
夫に暴力を振るわれていた。夫が殺され、達也が少年院に入ったあと、そのまま行方不明となった。さくら曰く、現在は男と暮らしているという噂があるらしい。
達也の父親
演 - 安藤広郎
酒癖が悪く、妻や美香に暴力を振るっていたため、見かねた達也によってナイフで刺殺された。
ヤクザ
演 - 倉田昭二 / 古口拓也
あざみと男性が援助交際しようとしていた建物の周辺を縄張りにしていたヤクザ。建物に乱入してあざみたちを追いかけたが撒かれる。
警察官
演 - 加藤衛 / 阿邊龍之介
達也を連行するために九十九堂にやって来る。
スーパーマーケットの店長
演 - 蒼井晶
達也がアルバイトしているスーパーマーケットの店長。余った野菜を達也に持ち帰らせてあげている。
佐伯絵里香（さえき えりか）〈3〉
演 - 宝辺花帆美（二杯目、七杯目）
風香の娘。風花が複数の男性と援交をしていたため、父親が誰であるかも分からない。風花から、泣くと怒鳴られたり、水溜りで転んでも放っておかれたり、冷水を張った洗濯機に浸からせられるなど、虐待同然の扱いを受けていて、真由の部屋に置き去りにされたときにはあざみによって九十九堂に預かられる。風花が改心したあとは、弁当屋の2階の部屋に住んでいる。
レストランの店員
演 - 勝又絢子
ボイストレーナー
演 - 根岸晴子
ピアノの先生
演 - 比留間聡子
美香が通っているピアノ教室の講師。
生徒
演 - 天海祐子
小学生
演 - 金山仁 / 金野琥汰郎（ともに二杯目）
九十九堂の客。

##### 二杯目「行き場をなくしたシングルマザーと親子丼」
御代川由希（みよがわ ゆき）
演 - 大西礼芳（三杯目、四杯目）（幼少期：高松咲希、少女期：小西希林）
平和島小学校6年1組の担任。子供の頃はイラストレーターになるのが夢だったが、母によって無理やり教師として働くことを強要され、母の決めた通りにしていればいいと思うようになり、母を心配させたくないという気持ちから食事をすることで安心感を得るようになる。母の異常なしつけによって心が歪み、過食嘔吐を繰り返し、学校を無断欠勤するようになり、児童の保護者から集めた集金も底を尽きたために借金や売春をしていた。自殺を考えたこともあったが、母を悲しませないようにと踏みとどまっていた。幼少期、分刻みのスケジュールの中で週一回、水曜日の夕方のみ習い事と習い事の間の短い時間で峰子の作った親子丼を食べていた。峰子からのプレッシャーから解かれてからは教師を辞め、イラストレーターとして働く。
真由（まゆ）
演 - 中村有沙
風花の友人。居場所のない風花と絵里香を自身が住むアパートの部屋に住まわせていた。幼い絵里香を部屋に住まわせていたことで、大家から文句を言われ、祖母の葬式で故郷の盛岡に帰るのを機に風花に鍵を預けて引っ越してしまう。
真太郎（しんたろう）
演 - 勧修寺保都
風花の彼氏。幼い絵里香と暮らすのを断る。風花が絵里香を真由の部屋に置き去りにするなり、彼女を車に乗せて2人でデートに出かける。
父親 / 娘 / 母親
演 - 杉山俊介 / 小林蓮奈 / 堀越桃子
風花と真太郎が2人でデートに訪れていた海の家の親子の客。親子丼を食べたがる娘の姿を見て、風花は絵里香とさくらのことを思い出す。
主人
演 - 冨井桂子
弁当屋「いただき！亭」の主人。従業員が辞めてしまい、人手が足りなくなってしまったところをさくらに手伝ってもらう。その後、アルバイトを始めた風花に2階の空き部屋を貸し出す。
風俗店マネージャー
演 - 青井貴治
幼い絵里香がいたために、風花を住まわせることを断る。
店員
演 - 早坂望美
風花と真太郎が2人でデートに訪れていた海の家の店員。
小学生 / 龍生（りゅうせい） / 大樹（だいき）
演 - 酒井天満 / 藤倉未邦 / 小松心音（ともに三杯目、四杯目）
仮病を使って九十九堂で親子丼を食べていた小学生。学校内の窓ガラスが割れていたことで疑いをかけられ、由希につねられる体罰をされたため、さくらに文句を言う。由希が学校を無断欠勤するようになってからは、心配するどころか喜ぶ。
職員
演 - 奥沢信応
「品川クリーンセンター」の職員。風花に住まわせてもらえるよう頼まれるが、絵里香を見た途端に「独身寮だから」と言って断る。
小学生
演 -
九十九堂書店で漫画を立ち読みしていた小学生。さくらに椅子を用意してもらう。
真由の彼氏
演 -
ネットカフェ店員
演 -
真由の部屋にいられなくなった風花と絵里香が訪れたネットカフェの店員。絵里香の泣き声と風花の怒鳴り声に迷惑がる。

##### 三杯目「追い込まれた教師と親子丼」
御代川峰子（みよがわ みねこ）
演 - 森口瑤子（四杯目）
由希の母。かつては夫と共に教師として働いていたが、由希を出産したことで体調を崩し、やむなく退職。夫も保護者や同僚との人間関係がうまくいかずにトラックの運転手に転職したことで、由希を教師にするために幼少期からたくさんの習い事に通わせ、体罰をしながら由希にしつけをしていた。由希を尾行し、彼女が九十九堂から出て行くところを目撃。「吹き溜まり」「不良とか落ちこぼれ」と発言し、雅弘を怒らせる。さくらに説得され、幼少期の由希の作品などをすべて焼却処分し、由希に置き手紙を残して故郷の新潟に夫と住み始めた。
絹田ハルエ（きぬだ はるえ）
演 - 阿南敦子（五杯目）
小百合の母。小百合がリンチに遭って昏睡状態に陥ったあと、1年以上病院に通い続けている。取材に訪れた恭子に対して1年たっても小百合の病状が快方に向かわないこと、加害者たちが現在は普通に生活していることを嘆き、もっと厳罰を求めないのかと訊かれると、死刑にしてほしいと答える。リエから謝罪をされるが、許さずに追い返す。
本郷正義（ほんごう まさよし）
演 - 本村健太郎（七杯目）
恭子が編集者を務める雑誌「プローヴァ」の編集長。傷害事件を起こしても軽い処分で済み、殺人事件を起こしても少年院に1年ほど入れば社会復帰できてしまうという少年事件の現状を恭子に話し、兄を未成年に殺害されている恭子に、リエが起こした傷害事件についての記事を書くよう頼む。
引きこもりの自立を助けることを装った悪徳なビジネスが問題になっていること、「ハートスクール」は大金を巻き上げておきながらまともな教育をせず、契約解除を求める親がいることを恭子に話す。
校長先生
演 - 小山かつひろ
平和島小学校の校長。放課後、由希を校長室に呼び出し、保護者からのクレームを彼女に話し、表沙汰になる前にどうにかしなければいけないと諭す。また、由希が担任を務める6年1組のみ、保護者から徴収した修学旅行の積立金をまだもらっていないことを指摘する。
運転手
演 - 芝崎昇
タクシーの運転手。道路の上で怪我を負っているふりをしていたあざみに気づき車を止めるが、彼女から轢かれたと言いがかりをつけられた上に後から来たリエの仲間に車を乗っ取られ、唖然としている間にあざみ達にも逃げられてしまう。
絹田小百合（きぬだ さゆり）
演 - 綾川まみ（五杯目）
「川崎女子グループ暴行事件」の被害者。中学生だった1年前、無関係であったにも関わらず、人違いで不良グループどうしの闘争に巻き込まれてリエを含む数人からリンチに遭い、現在も昏睡状態のままである。
慎也（しんや）
演 - 松﨑亮（六杯目、七杯目、最後の一杯）
九十九堂の常連客。九十九堂で雅弘と喧嘩をするも、さくらの親子丼を食べた途端に仲直りする。後述の「インスタ騒動」が起こったときに、九十九堂で手伝いをする。九十九堂で行われたピンポン大会で、サーブしたボールを玄に当ててしまう。
レストランマネージャー
演 - 奥村アキラ
由希が過食を繰り返していたレストランの店員。由希が修学旅行の積立金の集金袋から落とした小銭を拾おうとする。
副校長先生
演 - 村田頼俊
平和島小学校の副校長。由希と校長の面談に立ち会う。
小学生
演 - 伊藤礼（七杯目、最後の一杯） / 深井晶月（七杯目）
九十九堂に通っている小学生。
- 粕谷夏姫
- 鶴岡千聖
- 表野玲夏
- 古川修伍

##### 四杯目「母の愛と親子丼」
刑事
演 - 中野剛
風営法に違反する行為をさせていたために摘発した風俗店関係者の中に由希がいたため、身柄を保護し、証拠不十分で釈放する。由希が「さくらに連絡してほしい」と言っていたことから、さくらを警察署に呼び出し、由希を引き取ってもらう。
マツヤマ
声 -
由希が借金をしていた金融ローン会社「ニチマルローン」の社員。由希が多額の借金をしていることを峰子に電話で伝える。

##### 五杯目「非行少女と親子丼」
松島剛志（まつしま つよし）
演 - 柾木玲弥（六杯目）
自分が一家心中の唯一の生き残りだと思っていたために、ヤクザとなり家族のもとに行こうと死に急ぐような生き方をしていた。13年ぶりに再会した母親の真紀子が心因性反応の影響で変わり果てていたことに困惑する。一家心中前の最後の食事で真紀子が親子丼を美味しそうに食べていたことから、親子丼を食べれば記憶が戻るかもしれないと思い、さくらの作った親子丼を食べさせるも、彼女の記憶は戻らなかった。その後、真紀子を養っていくためにヤクザをやめて、大穴屋で働き始める。
親族
演 - 三上勤
九十九家の親族。悠平の法事で寺を訪れる。
小学生
演 - 秋山孝佑 / 伊藤大慶（最後の一杯） / 松本智奈津
九十九で親子丼を食べていた小学生。喧嘩で負ったケガを消毒されて痛がっている剛志を笑う。

##### 六杯目「命知らずの青年と親子丼」
松島真紀子（まつしま まきこ）
演 - 有森也実
剛志の母。一家心中で死亡したと思われていたが、どこかの海岸に流れ着き、静岡の病院にいた。事故のショックで心因性反応を起こし、当時の記憶がなくなって幼少期の状態に戻ってしまい、剛志のことを「おじちゃん」と呼び、自分のことをケイちゃんだと思い込むようになる。さくらの親子丼を食べたが記憶は戻らなかった。街を徘徊し、トラックに轢かれそうになったところをあざみに助けられる。
男性
演 - 藤波辰爾
九十九堂にやって来て、プロレス雑誌を買ってほしいと頼むが、プロレス雑誌は売れないと断られてしまい、残念な様子で持ち帰って行った。
女性
演 - さとうほなみ
九十九堂に親子丼を食べに来た女性。実はインスタグラマーで、親子丼の写真をインスタグラムに投稿するなり、たちまち九十九堂は繁盛した。あざみはこの一件を「インスタ騒動」と呼んでいる。
ヤクザ
演 - 高杉瑞穂
敵グループの若頭を殺すよう剛志に頼み、拳銃を手渡す。
山形の男
演 - 森谷勇太
クラブの客。ホステスが出した酒の味に難癖を付けて激怒する。剛志にナイフを突きつけて「殺すぞ」と脅すが、逆に「早く刺せ」と迫られ、怯む。
ホステス
演 - 押田瑞穂
剛志の知人。酒の味に難癖をつけた山形の男に酒をかけられる。
引っ越し業者
演 - 澤田征士郎
恭子の引っ越し用の荷物をかつて悠平が住んでいた部屋に運ぶ。
警察官
演 - 生稲雄二
剛志が住むアパートに訪れ、真紀子が静岡の病院で生きていたことを伝える。
店長
演 - 望月雅行
幼少期の状態に戻ってしまった真紀子がお菓子を万引きしたスーパーの店長。
若頭
演 -
剛志がいたヤクザの敵グループの若頭。剛志が拳銃で射殺しようとしていたところを数人の刑事に逮捕される。
店主
演 -
幼少期の状態に戻ってしまった真紀子が購入する前のぬいぐるみを持ち逃げしたおもちゃ屋の店主。ぬいぐるみの代金はあざみが払った。
- 久保隆

##### 七杯目「引きこもりの少年と親子丼」
東海林美春（しょうじ みはる）
演 - 中島ひろ子
直晃の母。いじめられて落ち込んでいた直晃に卓球を勧める。直晃からの暴力に耐えかねて半ば強引に「ハートスクール」に入所させる。「ハートスクール」以外に頼るものがないと思い、さくらと恭子から直晃を退所させるよう相談されても拒否し、さくらが直晃のことを九十九堂に匿った時には彼女を未成年者略取及び誘拐で告訴する。あざみからの説得と直晃が大切にしていたおもちゃのラケットを見て自分が間違っていたということに気づき、告訴を取り下げ、直晃を「ハートスクール」から退所させる。
蔵前隆司（くらまえ りゅうじ）
演 - 宮川一朗太
自立支援センター「ハートスクール」の代表。大金を巻き上げ、「鍛える」という名目で入所者に過酷なトレーニングをさせるだけという悪徳なビジネスをし、態度が悪い入所者を殴るなどの体罰行為も行っている。さくらが直晃を九十九堂に匿っていると知ると、彼を戻すために職員数人と共に九十九堂に押しかける。
東海林直晃（しょうじ なおあき）
演 - 沖門和玖（幼少期：海老塚幸穏、中学生期：坂田湧唯）
小学生時代にいじめられて落ち込んでいた時に美春から勧められた卓球が上達し、一時期は「オリンピックに出場できるかもしれない」と言われるほどの天才卓球少年となる。しかし、中学生時代にマスコミからもてはやされたことで同級生から反感を買っていじめられ、唯一の味方である美春からも取り合ってもらえなかったことで自室に引きこもり、美春に暴力を振るうようになる。自立支援センター「ハートスクール」に入所させられるも、そこでの過酷なトレーニングに耐えかねて度々九十九堂に逃げ込んでいた。「ハートスクール」を退所してからは引きこもりでなくなった。
恒川英里
演 - 本人（東海テレビアナウンサー）
さくらが未成年者略取誘拐で逮捕された時に、九十九堂前から中継を行ったリポーター。
先輩
演 - 重住綾
刑事
演 - 井上雅稀
九十九堂に押し掛け、未成年者略取及び誘拐の疑いでさくらを逮捕する。
宮出純（みやで じゅん）
演 - 武藤潤
九十九堂の常連客。ピンポン大会の決勝戦で雅弘に敗れる。
山村（やまむら）
演 - 吉田翔
九十九堂の常連客。ピンポン大会に参加する。
コーチ
演 - 滝口はるな / 塾長
自立支援センター「ハートスクール」で入所者に過酷なトレーニングを強制するコーチ。入所者がトレーニングについていけなかったり態度が悪かったりすると、暴力を振るったりトレーニングの回数を増やしたりする。
同級生
演 -
小学生時代、直晃をいじめていた。
- 河井遥馬
- 木村敢太
- 佐藤春弥
- 鈴木元治（最後の一杯）
- 西口青翔
- 細井鼓太
- 森田拳

##### 最後の一杯「決意の親子丼」
西浦啓治（にしうら けいじ）
演 - 松本博之
花菜子の再婚相手。スナック「蘭」で花菜子と共に生活している。
弁護士
演 - 戸張美佳
花菜子が悠平を殺害したあと、あざみはもう花菜子の子供ではないと彼女に告げる。花菜子にあざみの居場所はどこかと問われるが、それは教えられない決まりとなっていることを話す。
鈴木（すずき）
演 - 今藤洋子
花菜子の遠い親戚。花菜子が事件を起こしたあとにあざみを養子にもらうが、事件が公になり周囲の人から嫌がらせを受けたことで「あんたなんか、うちの子にするんじゃなかった」と言って強く当たる。
大地（だいち）
演 - 関哲汰
九十九堂の客。喧嘩した相手を殴ってしまったことをさくらに話し、相手に謝りに行くことを決意する。
不良少女
演 - NENE
九十九堂の客。
美容師 / マナミ
演 - 髙村優香 / 玉木瑛美
花菜子が14年前にアルバイトした美容院の従業員。花菜子の前科を知り彼女の悪口を言うが、彼女に聞かれ、ハサミを突きつけて殺されそうになる。
幼児
演 - 佐藤瀬奈
10年前、スーパーマーケットで働いていた花菜子に誘拐された。
花菜子の夫
演 -
16年前、あざみの育児を放棄し、愛人をつくり花菜子のもとから逃げる。
- 梶原裕太

### スタッフ
- 企画 - 横田誠（東海テレビ）、古賀誠一（オスカープロモーション / 協力）
- 原作・脚本 - 清水有生
- 音楽 - 富貴晴美
- 演出 - 阿部雄一、木内健人（5年D組）、坂梨公紀
- 主題歌 - Hilcrhyme「涙の種、幸せの花」（ユニバーサル）[63]
- チーフプロデューサー - 市野直親（東海テレビ）
- プロデューサー - 遠山圭介（東海テレビ）、浦井孝行（オスカープロモーション）、村山太郎（オスカープロモーション）
- 制作著作 - オスカープロモーション
- 制作 - 東海テレビ

### 放送日程（第1シリーズ）
| 各話       | 放送日   | サブタイトル                           | ラテ欄                                                                 | 演出     |
| ---------- | -------- | -------------------------------------- | ---------------------------------------------------------------------- | -------- |
| 一杯目     | 10月07日 | 貧しい兄妹と親子丼                     | 行き場を失った人を温かい親子丼で癒す… あなたの居場所はここにある!!     | 阿部雄一 |
| 二杯目     | 10月14日 | 行き場をなくしたシングルマザーと親子丼 | 娘さえいなければ… 行き場をなくした若きシングルマザーの闇               | 阿部雄一 |
| 三杯目     | 10月21日 | 追い込まれた教師と親子丼               | だれか私をとめて!! 過度の愛情が身を壊す 摂食障害に悩む教師             | 木内健人 |
| 四杯目     | 10月28日 | 母の愛と親子丼                         | 愛しただけなのに… 母の強すぎる愛が娘を摂食障害に!? 苦悩する現代の母娘  | 木内健人 |
| 五杯目     | 11月04日 | 非行少女と親子丼                       | 突きつけられた運命 自分の母親が事件を… 真実を知り今夜2人の関係が動く   | 阿部雄一 |
| 六杯目     | 11月11日 | 命知らずの青年と親子丼                 | あなたが心配なの!! 今夜さくらの感情爆発 話題!! 深夜の涙腺崩壊ドラマ    | 坂梨公紀 |
| 七杯目     | 11月19日 | 引きこもりの少年と親子丼               | さくらに緊急事態!! 誰もが胸打たれる親子のキズナとは!? 今夜も涙腺崩壊   | 木内健人 |
| 最後の一杯 | 11月25日 | 決意の親子丼                           | 今夜、親子丼最終章 さくらの愛に包まれる 涙が止まらない55分の感動ドラマ | 阿部雄一 |

- 七杯目は、前夜（18日）の「アジアプロ野球チャンピオンシップ・日本×台湾」放送のため120分繰り下げ、1時40分 - 2時35分に放送された（日曜放送）。
- 制作局の東海テレビに限り、12月2日1時40分 - 2時40分（1日深夜）に「最後の一杯【完全版】」を放送する予定だったが、前日（同月1日）に主題歌を歌っていたHilcrhymeのメンバーが大麻取締法違反の容疑で逮捕されたことに伴い、放送中止となり、急遽別番組へ差し替えた[65][66]。

## 第2シリーズ
キャッチコピーは「それでも、私は手を差しのべる。」。

### あらすじ（第2シリーズ）
九十九さくらは、長男・悠平の事件を機に知り合った三谷弁護士に頼まれ、子供シェルター「ハチドリの家」に食事スタッフとして参加することになった。子供シェルターは、虐待などを受けた子どもたちが一時避難する施設。そこにいたのは、壮絶な地獄を見てきた子どもたちだった。さくらは、自ら親を捨てた子どもたちに、料理を通じて、信じられる大人がいることを伝えようと手を差し伸べ続ける。

### キャスト（第2シリーズ）

#### 主要人物
九十九さくら
演 - 真矢ミキ
子供シェルター『ハチドリの家』の食事スタッフ。
川端哲也（かわばた てつや）
演 - 柄本時生
『三谷法律事務所』の新人弁護士。大学在学中に司法試験に合格、司法修習においても優秀な成績を収めて弁護士になったが『ハチドリの家』では手練れの少女達に翻弄される。
鍋島真之介（なべしま しんのすけ）
演 - 相島一之
『ハチドリの家』のホーム長。元教師だが教師時代に体罰事件を起こし生徒が自殺、妻と離婚した。その後、ホームレスとなって街を彷徨い、逮捕されたあと、ハチドリの家に戻ってくる。
三谷桃子（みたに ももこ）
演 - 名取裕子
『三谷法律事務所』の所長。さくらの息子の事件で加害者側の弁護を担当していたが、さくらとの関係は良好。

#### 『ハチドリの家』入居者
古井戸貞子（ふるいど さだこ） → 竹園あゆみ（たけぞの あゆみ）〈17〉
演 - 井頭愛海
『ハチドリの家』の入居者。記憶と言葉を失い、本名もわからない妊娠8ヶ月の少女。入居者たちの投票により決まった仮名「古井戸貞子」を使用している（髪が長く、貞子のような見た目だったため）。本名が竹園あゆみと判明する。出産した後に記憶と言葉を取り戻すが、子供を里子に出した。しばらくして子供を引き取ることを決意する。
新城由夏（しんじょう ゆか）〈19〉
演 - 岡本夏美（幼少期：高野美咲）
『ハチドリの家』の入居者。壮絶な非行歴があり悪行の限りを尽くしてきたことから受け入れ先が無く原則2ヶ月までの所をすでに1年半以上入居している。入居者のリーダー的存在。美容院への就職が内定したが、他の従業員からいじめを受けていた。自分も過去に子供をおろした経験があることから、子供に対する関心は人一倍大きい。さくらによる晩御飯の投票では、毎回「親子丼だけは絶対にイヤ」と書いていたが、最終的にさくらの親子丼を食べたがるようになっていた。
井口茜（いぐち あかね）〈17〉
演 - 柴田杏花
『ハチドリの家』の入居者。母親から虐待を受け入所している。一旦は改心したという母親のもとに戻るが、再び虐待を受け再入居。川端弁護士を慕い、結婚したいと言っていたが、最終的にはアイドルを目指すことを決意した。
藤島玲奈（ふじしま れいな）〈18〉
演 - 尾碕真花（幼少期：森山のえる）
『ハチドリの家』の入居者。母親の借金返済のため無理やり風俗店で働かされていた。盗癖があり、店の売上金を盗んで逃走したためヤクザから追われていたが、さくらの仲裁により解決した。
小宮山詩（こみやま うた）〈18〉
演 - 祷キララ（幼少期：新谷毬乃）
『ハチドリの家』の入居者。病院長の娘で東大の医学部を目指すほど成績は優秀だが、それでも満足しない父親から虐待を受け、AV出演や自殺未遂を起こす。『ハチドリの家』では父親への復讐のために全てを勉強にのみ費やし、感情を表に出すこともなくなっている。6歳上の兄がいたが、その兄も2度の受験失敗の後、自殺している。川端のような弁護士を目指すため、志望の学部を法学部に変えて大学を受験し合格した。
白鳥マリア（しらとり まりあ）〈17〉
演 - 日比美思
『ハチドリの家』の入居者。義父から性的虐待を受けており、母親からも見捨てられている。本名は「太田春奈」だが、「嫌いな母がつけた名前だから」という理由で、入居時に見つけた漫画「美少女探偵白鳥マリア」の主人公の名前を使用している。
中里拓士（さかさと たくし）〈18〉
演 - 浦上晟周
『ハチドリの家』の入居者。性同一性障害を持っている。ゆっきーママのもとで働くことになる。最終話では新宿で由香を発見するという重要な役割を果たしている。
大豆生田香（おおまめうだ かおる）〈17〉
演 - 塩野瑛久（男劇団 青山表参道X〈当時〉）（幼少期：齋藤絢永）
『ハチドリの家』の入居者。傷害事件を起こし、少年院を仮出所中。8歳の時に暴力団の幹部だった父親が死亡し、母子家庭で育ったが、母親が再婚した時に捨てられる。また、過去の事情からクリスマスに対して異常な憎しみをみせる。

#### ゲスト（第2シリーズ）

##### 一杯目「親子丼なんていらない」
白鳥マリア（太田春奈）の義父
演 - 木川淳一
春奈に性的虐待を行っているが、春奈から頭に貯金箱をぶつけられ、逃げられた。
白鳥マリア（太田春奈）の母
演 - 嶋崎朋子
再婚相手が春奈に性的虐待を行っていることに気付いているが、逆に春奈を「泥棒猫」と罵り虐待している。
警察官
演 - 内藤聖羽（七杯目）
深夜、ホームレスとなって路上を徘徊していた鍋島を連行した。

##### 二杯目「『おいしい』を取り戻せ!」
嶺井幸二郎（みねい こうじろう）
演 - 水上剣星
玲奈が働いていた風俗店の店長で、店の売上金を盗んで逃走した玲奈の行方を探しており、二人のやくざと共に「ハチドリの家」に押しかけてきた。さくらの世話になっていた過去があり、さくらからは「こうじろう」と呼ばれている。さくらに説得されて玲奈を許す。さくらに親子丼を振る舞われるが、食べずに帰る。
ヒロト
演 - 阿邊龍之介
玲奈の恋人。玲奈が服屋で試着をするふりをし店を出て、こっそりと会っている。
健吾（けんご）
演 - 大江晋平（三杯目）
詩が図書館で出会った高校生。初めて会ってからしばらくの間は詩と勉強を教えあっていたが、詩の壮絶な過去を知り、詩の前から去って行った。
玲奈の母親
演 - 安亜希子
常に酒ばかり飲んでいて、玲奈にほとんど関心がなかった。ご飯も作らず、玲奈に万引きさせている。
やくざ
演 - 室田渓人、小野塚雅人
幸二郎と一緒にハチドリの家に押しかけてきた。
スーパーの店長
演 - 西野大作
おでんを万引きした玲奈を捕まえ、玲奈の母親に電話をした。
スーパーの店員
演 - 松菜乃子
万引きしようとしていた玲奈がおでんを食べたいと思っていたことを悟り、おでんを食べさせてあげた。
- 荒井麗央

##### 三杯目「湯気の向こうに幸せの記憶」
小宮山光信（こみやま みつのぶ）
演 - 川井つと
弘前にある病院の院長。詩の成績に満足せず、詩を虐待している。
小宮山敏江（こみやま としえ）
演 - 宮田早苗
詩にも優しい母だったが、詩の兄の自殺をきっかけに家庭が崩壊。現在は若い男と不倫の関係にある。
若い男
演 - 京田寛治
敏江の不倫の相手。
角河（かどかわ）
演 - 多田無情
AV監督。優しい男性のふりをして詩を保護し、AVを作ったりしている。

##### 四杯目「サンタが俺にやってきた!?」
鍋島希輔（なべしま まれすけ）
演 - 秋野太作
真之介の父、元中学校校長で認知症を患っており真之介の姉が介護していたがこれ以上無理と言われハチドリの家に来た。突然「ハチドリの家」を出て徘徊して鍋島を困らせたり、香を親族と間違えるなど、「ハチドリの家」全体を困らせ、その後、鍋島の姉妹に引き取られた。
香の父
演 - 岩田知幸
暴力団の幹部。クリスマスの日、商店街で香にプレゼントとしておもちゃを買ってあげようとしたところを、何者かに殺害された。
香の母
演 - 坂口さゆり
クリスマスの日、商店街で香と夫と買い物をしていた。

##### 五杯目「出雲に消えた想い」
柳原七海（やなぎはら ななみ）
演 - 岡本玲（七杯目、最後の一杯）
弁護士。川端の司法修習生時代の同期でさくらが出雲に出かけた時の食事スタッフ代行。
高見沢健二（たかみさわ けんじ）
演 - 牧田哲也（六杯目）
あゆみの恋人。不倫していた。あゆみを守ろうとし殺害された。
伊丹（いたみ）
演 - おかやまはじめ（六杯目）
警察官。
松岡純（まつおか じゅん）
演 - 嘉人
「出雲観光タクシー」の事務員。
内田（うちだ）
演 - 川口勝也
大平みゆき（おおひら みゆき）
演 - 押田瑞穂
旅館の従業員。
バスガイド
演 - 松島彩
出雲観光の事務員
演 - 粟井理菜
高見沢の妻
演 - 千広真弓
高見沢と自宅の庭で花火をしていた。
高見沢の娘
演 - 増田光桜
高見沢と自宅の庭で花火をしていた。
リポーター
演 - 福島智之（東海テレビアナウンサー）
出雲大社からの初詣の様子を伝えた。

##### 六杯目「親が子を抱くとき」
男
演 - 須藤馨斗、村上由歩（男劇団 青山表参道X〈当時〉）
高見沢を殺害する。
助産師
演 - 矢野暎約子
あゆみの子供
演 - 野崎壱太

##### 七杯目「愛はあげなきゃもらえない」
ゆっきーママ
演 - 中村育二
ショーパブのオーナー。桃子の友人。
大豆生田小百合子（おおまめうだ さゆりこ）
演 - 清田みくり（最後の一杯）
大豆生田香の妹。
所長
演 - 浜谷康幸（最後の一杯）
七海が所属する法律事務所の所長。
居酒屋の店主
演 - 水野智則
ダンサー
演 - マヘリ羽梨沙、真田怜臣、工藤千枝、海老澤亜美
ゆっきーママのショーバブのダンサー。

##### 最後の一杯「ハチドリの巣立つ時に」
玲奈の母
演 - 比留間聡子
葉子（ようこ）
演 - 高陽子
不良少年
演 - 本田聡
テレビの親子
演 - 野崎匡、野崎壱太

### スタッフ
- 企画 - 横田誠（東海テレビ）、古賀誠一（オスカープロモーション / 協力）
- 原作・脚本 - 清水有生
- 音楽 - 富貴晴美
- 演出 - 木内健人（5年D組）、谷川功（5年D組）、最知由暁斗
- 主題歌 - RINA「光」（South to North Records）[95]
- チーフプロデューサー - 市野直親（東海テレビ）
- プロデューサー - 浦井孝行（オスカープロモーション）、村山太郎（オスカープロモーション）、河角直樹（東海テレビ）
- 制作著作 - オスカープロモーション
- 制作 - 東海テレビ

### 放送日程（第2シリーズ）
| 各話                                                         | 放送日   | サブタイトル             | ラテ欄                                                                        | 演出       | 視聴率 |
| 2018年                                                       | 2018年   | 2018年                   | 2018年                                                                        | 2018年     | 2018年 |
| ------------------------------------------------------------ | -------- | ------------------------ | ----------------------------------------------------------------------------- | ---------- | ------ |
| 一杯目                                                       | 12月01日 | 親子丼なんていらない     | 親子丼なんかいらない! 心を閉ざした子ども達に帰ってきたさくら大苦戦!           | 谷川功     | 3.8%   |
| 二杯目                                                       | 12月08日 | 「おいしい」を取り戻せ!  | おいしいって何だろう? おでんに手が届かない! 少女に魔の手が迫る!               | 谷川功     | 3.5%   |
| 三杯目                                                       | 12月15日 | 湯気の向こうに幸せの記憶 | 湯気の先には遠い母の思い出… 受験勉強は父への復讐! 幸せは何処にある?           | 木内健人   | 3.0%   |
| 四杯目                                                       | 12月22日 | サンタが俺にやってきた!? | クリスマスなんか嫌いだ! 夜空に父子の姿が… 聖夜のシェルターは大混乱            | 木内健人   | 3.3%   |
| 2019年                                                       |          |                          |                                                                               |            |        |
| 五杯目                                                       | 01月05日 | 出雲に消えた想い         | さくら出雲へ行く! 縁結びの神が繋ぐ悲しい想い… 貞子の記憶は蘇るか?             | 最知由暁斗 | 4.2%   |
| 六杯目                                                       | 01月12日 | 親が子を抱くとき         | 私は子を抱かない! 記憶に蘇る愛と憎しみ 貞子は本当に人を殺したのか?            | 谷川功     | 3.3%   |
| 七杯目                                                       | 01月19日 | 愛はあげなきゃもらえない | アタシの人生どこ? 愛はあげなきゃもらえない… 親子丼にこめた想いよ届け          | 木内健人   | 3.6%   |
| 最後の一杯                                                   | 01月26日 | ハチドリの巣立つ時に     | 泥水から少女を救え 次の時代は誰のもの? ハチドリ達が巣立つ時 さくら最後の決断! | 谷川功     | 3.7%   |
| （視聴率はビデオリサーチ調べ、関東地区・世帯・リアルタイム） |          |                          |                                                                               |            |        |

- 四杯目は『全日本フィギュアスケート選手権』男子シングルショートプログラムの放送時間5分延長。（フジテレビ制作、19:00 - 21:05）のため、5分繰り下げ（23:45 - 0:40）。
12月29日は『THE世界力3』（23:40 - 0:55）の為休止。
- 七杯目は土曜プレミアム『HERO』の放送時間15分拡大。（フジテレビ制作、21:00 - 23:25）のため、15分繰り下げ（23:55 - 0:50）。

## 第3シリーズ
「オトナの土ドラ」史上初の1クール放送。
キャッチコピーは「もう、ひとりじゃない。」。

### キャスト（第3シリーズ）

#### 主要人物
九十九さくら
演 - 真矢ミキ
子供シェルター『第2ハチドリの家』の食事スタッフ。競馬に熱中している。
岡林に好意を抱いており、彼から婚姻届を渡される夢を見るほどである。朝子に恋愛についてタロット占いで占ってもらったときには「恋愛運最強。身近に最高の相性の人がいるが、その人と考えの違いでこじれちゃうかもしれない」と適当に言われた。
三谷桃子（みたに ももこ）
演 - 名取裕子
『第2ハチドリの家』を主宰する『三谷法律事務所』の所長。さくらの息子の事件で加害者側の弁護を担当していたが、さくらとの関係は良好。傷ついた子どもに居場所を提供するために『第2ハチドリの家』を私財を投げうって運営していて、その費用は株の儲けで補償している。そのため、株の暴落に頭を抱えている。
父親を訴えた希望をマスコミから守るために『第2ハチドリの家』に入居させる。「独身だと風邪をひいたときなどに一人でさびしい」という理由でリモートお見合いを始めるが、初めてのお見合い相手は気にいらず、強制的にお見合いを打ちきってしまう。
高瀬川多喜（たかせがわ たき）
演 - 山崎静代
『第2ハチドリの家』のホーム長。元プロボクサー。セカンドキャリアとして勤務し、入居者どうしが喧嘩しているときには力ずくで止める。『第2ハチドリの家』の『そうだんボックス』には多喜のイラストが描かれている。
雪乃が梨花のパソコンを持ってきてしまったことを厳しく叱責する。『第2ハチドリの家』の敷地内で行われる秋祭りの夜店のために親子丼を調理したさくらのイラストを描いた。
宮部雪乃（みやべ ゆきの）〈26〉
演 - 新川優愛（小学5年生時：漆原笑埜）
『三谷法律事務所』の新人弁護士。得意料理はオムライス。高校では陸上部に所属していた。背中に入れ墨が掘ってある。
『第2ハチドリの家』ではスマートフォンやパソコンなどの持ち込みが禁止されているのを知らず、梨花に頼まれて実家の部屋から参考書やノートと一緒にパソコンを持ってきてしまい、それが原因で梨花が実家に帰えることを決意した。そのことに責任を感じており、頻繁に梨花の住むマンションに行っては、梨花に『第2ハチドリの家』に戻るよう諭している。自室で体調を崩していた朝子を着替えさせたときに、背中に蝶の入れ墨があるのを見つけてしまう。

#### 『第2ハチドリの家』入居者
門倉真由子（かどくら まゆこ）〈18〉
演 - 井本彩花
2002年5月7日生まれ。中学時代バスケットボールボール部に所属してたが、中学3年生の夏、兄・祐二に性的虐待を受けるも両親が兄をかばい、家を出る。その後自分を傷つけ違法薬物に手を出し少年院へ。夏美と同じ少年院に入院していた。
地域のゴミ拾い活動に参加していて手をけがしたとき、大樹にリストバンドで応急処置をしてもらい、親しくなる。彼に自宅に誘われ一緒にバスケットボールゲームをしている時にかつて兄に性的虐待を受けた事がフラッシュバックし、岡林家を出て逃げてしまい、夏美には大樹にもう電話をかけてこないようにと言う。夏美に少年院に居た事があると大樹に話されてしまう 。ハチドリの家で突然倒れて病院で検査の結果急性白血病の疑いと診断される。かつて少年院にいたことを知った大樹に関わりたくないと言われてしまう。実は小学校1年の時にも急性白血病に罹患していて再発であり、その際の骨髄検査で中1の時に性的虐待を受けた兄・祐二と骨髄の型が一致していた事が判明する。そのショックから生きることにも意欲的でなくなり、「死んでもいい」と言い出すも、みどりの説得により生きる気力を取り戻す。
その後は、海外の特効薬により回復の傾向にあること、大樹との交友関係も続いていることが語られている。
高野みどり（たかの みどり）〈18〉
演 - hibiki（lol-エルオーエル-）（幼少期：田河也実）
隼人とはしょっちゅう喧嘩している。夏美が大樹にもう電話をかけてこないようにと言った夜の夕食中、真由子を挑発したことで、大喧嘩したが、真由子が大樹から関わりたくないと言われたときには、虹ヶ岡高校に殴り込みに行った。
幼少期に母親からの虐待で弟を亡くした過去があり、生きる気力をなくした真由子に「生きたくたって生きられない人もいる」と説得する。
徳納朝子（とくのう あさこ）〈17〉
演 - 倉島颯良（幼少期：丸山澪）
母子家庭で育ち、10歳の時に母親が再婚するが再婚相手である義親が暴力団組員で身体的虐待を受ける。14歳の時義親から背中に蝶の入れ墨を掘られる。タロット占いが得意。
タロット占いで邪悪なエナジーが『第2ハチドリの家』に近づいていると話す。
浅尾希望（あさお のぞみ）〈10〉
演 - 清水香帆（一杯目 - 八杯目、九杯目〔回想〕、最後の一杯）
暴力などの行きすぎたしつけをして身体的・心理的な虐待をしたとして父親を提訴し、損害賠償1円を要求している。父親のつけた名前が嫌なため、家庭裁判所に改名も求めている。
三回目の裁判では、実際にたたかれてあざができたときに自分で撮影した写真も持ち込むが、否定されてしまう。
片桐隼人（かたぎり はやと）〈18〉
演 - 遠藤健慎
2002年6月18日生まれ 。溺れていた子供を助け親から貰った謝礼金を盗まれて、相手を半殺しにしてしまったため、少年院に入院した。2016年10月、秋川中学校を中退。みどりとはしょっちゅう喧嘩している。源一の農園の手伝いに進んで参加している。源一のお古のスーツを着て就職先の工場の面接に挑んだが、社内の見学中に社員3人に茶化されてスーツを汚されてボコボコにしてしまったため、入社を断られてしまった。さくらによる調査で、境界知能だと判明し、数日前には餃子の皮の生地を上手に10等分できず、朝子に切ってもらってい、挙げ句の果には「一緒だよな」と言っていた。朝子に自分の将来を占ってもらったときには「真っ暗。何もいいことない」と言われたが、それと同時に「暗闇から救ってくれる女の人がすぐ近くにいる」とも言われる。真由子と自分の相性を朝子に占ってもらったり、真由子が大樹から関わりたくないと言われたときに虹ヶ岡高校に殴り込みに行くなど、真由子を気にしている模様。
父親とは折り合いが悪く中学時代に家出しており、少年院退院後は行く宛が無く職を転々としつつ、挙句の果てにはヤクザの鉄砲玉へと成り下がる 。組長の命令で敵対組織の襲撃を試みるも失敗に終わり、満身創痍で逃亡中の所を大豆生田香と遭遇する 。前述の経緯を香に吐露し、周囲の大人が全員敵と思っていると指摘された上、隼人の将来を懸念した香の機転から味方になってくれる大人としてさくらを紹介される 。
室井拓真（むろい たくま）〈18〉
演 - 後藤田しゅんすけ
母に首を絞められ、その後母は飛び降り自殺を図って重度の脳挫傷を負い、意識不明の重体となった。病院を退院したが行き場がなく、『第2ハチドリの家』に入居した。
源一の農園での収穫を進んで手伝うなど一生懸命な姿が見られるが、自室に拳銃を持ち込んでいる、野菜を鍬でつぶすなど不可解な行動もとっていた。
また、中学生時代に同級生からいじめられており、一連の行動はすべて、母親と同級生に復習するためのものだった。母の病状が回復したと知り、『第2ハチドリの家』を抜け出し病院へ行き、母親を拳銃で殺そうとするも、看護師に見つかり逃走する。その後、拳銃を購入していることが明るみとなり、逮捕され、保護観察処分になり、クリスマスの日に『第2ハチドリの家』に帰って来る。
阪巻梨花（さかまき りんか）〈17〉
演 - 永瀬莉子（一杯目 - 三杯目、最後の一杯〔回想〕）
父親の教育虐待から逃れる為にネットで「行き場ない 虐待」と検索して『第2ハチドリの家』の存在を知り、入居した。
実家には帰らないつもりでいたが、父親から送られてきた動画を見て帰ると言い出し退去する。その後は雪乃に『第2ハチドリの家』に戻ってくるように諭されて無視していたが、それは幼少期に自分が母から虐待を受けていたときに守ってくれていたからだった。利晴と共に心中しようとしていたところを雪乃たちに助けられ、さくらたちによって長らく会っていなかった母・靖子と引き合わされ、利晴と三人で家族をやり直すことにする。
西川夏美（にしかわ なつみ）〈18〉
演 - 西本まりん（二杯目 - 最後の一杯）
かつては真由子と同じ少年院に入院していた。
悪質風俗の勧誘を受け、保護の為にかつての入居者、由夏が仲介し入居する。最初はWi-Fiがつながっていてお小遣いが高い別の施設に入居したが、後に『第2ハチドリの家』に入居した。
『第2ハチドリの家』に本来なら持ち込み禁止である携帯電話を持ち込んでいる。ある時、その携帯電話で真由子と大樹を通話させたことがきっかけで、大樹は携帯電話が夏美の物であると知らないため、頻繁に夏美の携帯電話に電話をかけてくるようになる。大樹に自宅に遊びに来るよう誘われたときには、真由子のふりをして通話し、勝手に遊びに行くと言ってしまい、真由子に無断で大樹に会い、真由子が風俗をやってた事が有り、少年院に居た事があると大樹に話すも、知らないふりをしている。

#### 岡林家
岡林大樹（おかばやし だいき）〈18〉
演 - 細田佳央太（一杯目 - 二杯目、四杯目 - 最後の一杯）
虹ヶ丘高校に通い、バスケットボール部に所属している。友人が不良グループに目をつけられ、リンチに合って亡くなり、ショックで引きこもっていた過去がある。
真由子をバスケットボールの試合の観戦に誘い、試合後に二人でバスケットボールを楽しむ。その後、彼女を家に誘おうとして夏美の携帯電話で誘い、夏美は勝手に遊びに行くと返事をした（携帯電話が夏美のものだとは気づいていない）。真由子と部屋でバスケットボールのテレビゲームで遊んでいる途中で、真由子が過去の性的虐待のフラッシュバックで帰ってしまった。康浩とハチドリの家に入居している子供たちを巡り口論になり叩かれ家を出る。ハチドリの家の中の様子が知りたいと入居する。
岡林康浩（おかばやし やすひろ）
演 - 鶴見辰吾（一杯目 - 二杯目、四杯目 - 最後の一杯）
岡林大樹の父。地域の役員。1970年3月9日生まれ。神奈川県川崎市多摩区虹ヶ丘6丁目11番3号在住。さくらをゴミ拾いや祭りなどの地域の活動に誘う。妻を病気で亡くしている。料理教室に通っている。ラーメンの好きな味は味噌。
更生保護施設の建設反対運動にさくらを誘った。

#### 『第2ハチドリの家』周辺人物
中山源一（なかやま げんいち）
演 - 青柳文太郎（一杯目 - 三杯目、五杯目、七杯目、九杯目 - 最後の一杯）
農園を経営し、収穫した野菜を『第2ハチドリの家』に提供している。隼人が就職先の面接に挑むときに、息子のお古のスーツを貸した。農作業中にカエルを鎌で殺そうとする拓真を目撃した。
金城真希（かなぎ まき）
演 - 内藤理沙
桃子の行き付けの『喫茶たんぽぽ』店員。

#### 虹ヶ岡高校
ユウキ
演 - 大原由暉（一杯目、四杯目 - 七杯目）
男子生徒。バスケットボール部の部員。
男子生徒
演 - 金田昇、結城琳久也、新正俊、栗澤宙（いずれも一杯目、四杯目 - 七杯目）
バスケットボール部の部員。
男性教師
演 - 山本一賢（四杯目、六杯目）
バスケットボール部の顧問。

#### ゲスト（第3シリーズ）

##### 一杯目「行き場をなくした子どもたち」
阪巻利晴（さかまき としはる）
演 - 東根作寿英（二杯目 - 三杯目）
梨花の父。FXトレーダー。
梨花に東大に入ることを強要し、小さい頃から成績が落ちたら暴力をふるうなどの教育虐待をしている。妻とは梨花が9歳の時に離婚した（原因は妻の男性関係）。梨花が『第2ハチドリの家』に入居をしたことを知って激怒し『三谷法律事務所』に押しかけてくる。その後も『第2ハチドリの家』に向かおうとするさくらと雪乃を追いかけるも、二人がタクシーに乗ったため、失敗。雪乃が自宅から『第2ハチドリの家』にパソコンを持って行くときに、梨花に対する動画を送り、梨花を自宅に戻させることに成功するが、すぐに心中しようとし、重傷を負い、入院した。
磯部利晴（いそべ としはる）
演 - ノモガクジ（二杯目、五杯目、七杯目 - 八杯目）
希望の父親の代理人。一回目の裁判では一人で出廷したが、二回目の裁判では希望の父と共に出廷する。
裁判長
演 - 難波圭一（二杯目、五杯目、七杯目 - 八杯目）
希望が父親を虐待で訴えたときの裁判長。
ニュースキャスター
演 - 常世晶子（八杯目）
杉並区で起きた18歳の息子が母親に虐待されていたというニュースを報道していた。

##### 二杯目「邪悪なエナジー降臨!」
新城由夏（しんじょう ゆか）
演 - 岡本夏美
かつての『ハチドリの家』入居者。前作では美容師として働いていたが不良少女だった過去から先輩従業員たちにいじめられて、『ハチドリの家』を出てからは、中高生の相談スタッフをしている。
悪質風俗にスカウトされた夏美とさくらを引き合わせる。
浅尾真二朗（あさお しんじろう）
演 - 佐伯新（七杯目 - 八杯目）
希望の父。虐待を受けたと、娘の希望から訴訟を起こされた。虐待の事実を否認している。一回目の裁判では代理人の磯部のみが出廷したが、二回目の裁判には自分も磯部と共に出廷する。
門倉祐二（かどくら ゆうじ）〈22〉
演 - 金井浩人（四杯目〔回想〕、六杯目、九杯目）
真由子の兄。慶明大学経済学部4年生 。受験勉強がうまくいかないストレスから、着替え中の真由子をベッドに連れ込み、性的虐待をする。両親が何も言わないのをいいことに、その後も彼女に日常的に性的虐待をしていた。8月11日、女子大学生の服を脱がせて胸などを触った強制わいせつと暴行の疑いで逮捕・起訴されていた。
スカウトマン
演 - 田中尚樹
夏美を勧誘した男。
ミサキ
演 - 野川歩珠
由夏に「整形をしたい」と相談していた少女。
警察官
演 - 佐藤祐明
阪巻家の自宅前にいた雪乃を連行した。
- 濱下七海（四杯目）
- 阪口喜叶
- 柴田みなみ
- 石井菜央（四杯目）

##### 三杯目「ギリギリで向き合う命」
峰尾靖子（みねお やすこ）
演 - 長谷川真弓
梨花の母。高政大学経済学部教授。
室井百合子（むろい さゆこ）
演 - 舟木幸（五杯目、九杯目 - 最後の一杯）
拓真の母。拓真を日常的に虐待していて、首を絞めて意識不明に陥らせたあと、拓真が死亡したと思い込み、自分も飛び降り自殺を図り、意識不明となった。それ以来、回復は絶望的であったと言われていたが、奇跡的に回復の傾向にあるらしい。
社長
演 - 久保酎吉
隼人が面接を受けた職場の工場の社長。隼人の採用にある程度前向きだったが、見学中に社員とトラブルを起こしたことで、採用を取り消しとした。
- 髙橋里恩
- 朝比奈知樹
- 柳舘憲二
- 山下凌生

##### 四杯目「幸せになる権利」
徳納伸也（とくのう しんや）
演 - 仁科貴
朝子の義親（母親の再婚相手）で、暴力団の組員。朝子に虐待し、彼女が14歳の時、背中に蝶の入れ墨を掘った。
門倉陽子（かどくら ようこ）〈49〉
演 - 藤倉みのり
真由子の母。専業主婦。真由子が兄に性的虐待をされたあと、兄が受験を控えていたことから、真由子には性的虐待のことを忘れるように言った。
暴力団組員
演 - 江原大介
伸也と共に朝子を押さえつけ、背中に蝶の入れ墨を掘った。
男性
演 - 柿沼慶典
夜の街で真由子と援助交際していた。

##### 五杯目「消したい過去」
医師
演 - 桜井聖（六杯目、九杯目）
真由子が緊急搬送された病院の医師。祐二が真由子の骨髄移植の適合者であることをさくらに話した。
看護師
演 - 塚原さやか（六杯目）
真由子が緊急搬送された病院の看護師。真由子の付き添いで病院を訪れていたさくらを呼び出した。
看護師
演 - 美紅
真由子が緊急搬送された病院の看護師。山田に付き添っていた。
山田（やまだ）
演 - 釜谷海来（六杯目）
けがをした大樹のバスケットボール部の部員。
悠真（ゆうま）
演 - 不明
大樹の友人。不良グループに目をつけられ、夜中に河川敷に呼び出され、リンチされて亡くなった。

##### 六杯目「誰かの未来のために」
門倉稔（かどくら みのる）〈52〉
演 - 中野剛
真由子の父。三ツ友商事で海外事業部長をしていたが、息子の祐二が性暴力事件を起こしてからは退職して、定食屋「かどや」を営んでいた。
町内会 役員
演 - 芝崎昇、川守田政人（いずれも七杯目）
更生保護施設の建設反対運動について岡林と話していた。また、みどりと隼人が虹ヶ岡高校に殴り込みに行きパトカーが来る騒ぎになっていたのを目撃した。
署員
演 - 佐藤誠
さくらとみどりと隼人が連行された警察署の署員。
おばちゃん
演 - 野口雅
定食屋「かどや」の従業員。
受付嬢
演 - 倉持聖菜
三ツ友商事の受付嬢。稔が先月に退職したことをさくらに話す。
ユウタ / 男の子
演 - 安井清恩 / 山本大洋
さくらと雪乃が掘った穴に向かって叫び、ストレス発散しているのを見た子供。

##### 七杯目「本当のあなたを知りたい」
大豆生田香（おおまめうだ かおる）
演 - 塩野瑛久（男劇団 青山表参道X〈当時〉）
新城由夏と同様、かつての『ハチドリの家』入居者。満身創痍で敵対組織から逃亡中の隼人に偶然遭遇し境遇を聞かされ、周囲の大人が全員敵と思っていると指摘した上で隼人の将来を懸念し、味方になってくれる大人としてさくらを紹介する。
小野里淳司（おのざと じゅんじ）
演 - 佐々木勝彦
元市長。
峰岸（みねぎし）
演 - 中脇樹人
希望の担任教師。希望が虐待されていたのを知っているが、裁判での証言を拒否する。
鎌田信二（かまた しんじ）
演 - 内堀克利
浅尾真二朗の部下。裁判にて真二朗が虐待をするわけがないと主張する。
町内会 役員
演 - 松沢有紗
更生保護施設の建設反対運動について岡林と話していた。
石垣（いしがき）
演 - 片岡明日香
浅尾真二朗の部下。
組長
演 - 剣持直明
ヤクザ
演 - 中松俊哉
居酒屋店主
演 - 宮崎重信
工場主任
演 - 竹林林重郎

##### 八杯目「10歳、法廷に立つ」
浅尾香織（あさお かおり）
演 - 西原亜希
希望の母。夫の真二朗からDVを受けており、そのことについて希望の裁判で証言することになったが、「家族どうしでこんな争いをしたくない」と言い、証言せず、希望から「嘘つき!」と言われる。
宮部太一（みやべ たいち）
演 - 千葉哲也（最後の一杯）
雪乃の父。ヤクザで、妻や幼い雪乃に暴行を加えていた。高校生の財布を奪って逮捕され、雪乃に弁護人になってほしいと指名する。
記者
演 - 中山由紀
希望の裁判を取り上げようとし、傍聴席に座っていた。

##### 九杯目「未来は私が決める」
みどりの母
演 - 花瑛ちほ
みどりとケンタを虐待していた。みどりが一人で逃げた夜、ケンタを浴槽で溺死させる。
高野ケンタ（たかの けんた）
演 - 石川凜太朗
みどりの弟。みどりが一人で逃げた夜、浴槽で母の手により溺死させられ、帰って来たみどりに発見される。
徳納組 組員
演 - 蔵原健、天地満（いずれも最後の一杯）
伸也の率いる暴力団・徳納組の組員。

##### 最後の一杯「断ち切って、未来へ」
九十九悠平（つくも ゆうへい）〈17〉
演 - 大地伸永（第1シリーズの回想）
さくらの息子。ファミレスのアルバイト従業員。あざみを殺そうとした花菜子を止めに入り、彼女の持っていたナイフが胸に刺さり、死亡した。
二宮花菜子（にのみや かなこ）〈17〉
演 - 大野未来（第1シリーズの回想）
あざみの母。育児ノイローゼに陥っており、あざみを殺そうとして止めに入った悠平の胸を持っていたナイフで刺してしまった。
二宮あざみ（にのみや あざみ）〈1〉
演 - 谷村海紗（第1シリーズの回想）
花菜子の娘。あざみに殺されそうになっていた。
濱田美彩子（はまだ みさこ）
演 - 中村真知子
岡林康浩の婚約者。料理教室の先生で、岡林とはお見合い倶楽部で出会った。
刑事
演 - 川口勝也
看護師
演 - 菊川陽子
百合子が入院していた病院の看護師。百合子のことを拳銃で撃とうとしていた拓真を目撃した。
雪乃の母
演 - 高橋美津子
太一からDVを受けていた。
小島健太（こじま けんた） / 小林優太（こばやし ゆうた）
演 - 守田竜王 / 森太佑
拓真の同級生。拓真の制服を切り裂いてめちゃくちゃにし、いじめていた。
岸田雄大（きしだ ゆうだい） / 須藤直樹（すどう なおき） / 堤英樹（つつみ ひでき）
演 - 南原一秀 / 花畠寿春 / 森藤陸
拓真の同級生。拓真の靴の中に画鋲を入れ、いじめていた。
- 湯口清隆
- 吉田朗

### スタッフ
- 企画 - 市野直親（第3シリーズ）、古賀誠一（オスカープロモーション / 協力）
- 原作・脚本 - 清水有生
- 音楽 - 富貴晴美
- 演出 - 阿部雄一、木内健人（5年D組）、谷川功（5年D組）、最知由暁斗
- 主題歌- lol-エルオーエル-「sign」（avex trax）[135]
- チーフプロデューサー - 市野直親（東海テレビ）（企画兼務）
- プロデューサー- 浦井孝行（アップサイド）、河角直樹（東海テレビ）、中頭千廣（東海テレビ）、岸川正史（アップサイド）
- 協力 - オスカープロモーション（第3シリーズ）
- 制作 - 東海テレビ、アップサイド

### 放送日程（第3シリーズ）
| 各話       | 放送日   | サブタイトル               | ラテ欄                                                                       | 演出       |
| ---------- | -------- | -------------------------- | ---------------------------------------------------------------------------- | ---------- |
| 一杯目     | 10月17日 | 行き場をなくした子どもたち | シリーズ第3弾始動 子どもシェルター再び さくらの涙の理由とは 春到来!?         | 阿部雄一   |
| 二杯目     | 10月24日 | 邪悪なエナジー降臨!        | オムライスなんかいらない 試される大人たち… 元入居者からのSOS                 | 阿部雄一   |
| 三杯目     | 10月31日 | ギリギリで向き合う命       | ギリギリで向き合う命…!! あなたならどうする? すれ違う親と子の思い 心の叫び!   | 谷川功     |
| 四杯目     | 11月07日 | 幸せになる権利             | 新章開幕!! 背中に隠された過去… 無言の涙の理由… 生きる勇気をあなたに!!        | 最知由暁斗 |
| 五杯目     | 11月14日 | 消したい過去               | 波乱の幕開け!! 襲ってくる過去の亡霊… 難攻不落の法廷!? 子どもシェルターの危機 | 阿部雄一   |
| 六杯目     | 11月21日 | 誰かの未来のために         | 驚愕の真実発覚!! 仲間の為なら喧嘩上等!! 発酵して美味しい人になる             | 阿部雄一   |
| 七杯目     | 11月28日 | 本当のあなたを知りたい     | 本当のあなたを知りたい! 命がけで復讐する時! 真実を求めてシェルターに潜入     | 最知由暁斗 |
| 八杯目     | 12月05日 | 10歳、法廷に立つ           | 完結裁判編!! 10歳の叫びは親に届くか!? 起死回生のミートコロッケ!              | 最知由暁斗 |
| 九杯目     | 12月12日 | 未来は私が決める           | 最終章突入!! 決死の土下座 未来の社会は誰のもの 人生は私が決める!!            | 谷川功     |
| 最後の一杯 | 12月19日 | 断ち切って、未来へ         | 断ち切って未来へ! 仁義なき大人の横暴… 大騒動勃発から怒涛のラスト!            | 最知由暁斗 |

- 第1話（一杯目）は『土曜プレミアム・鬼滅の刃 第二夜 那田蜘蛛山編』の放送時間10分拡大（フジテレビ制作、21:00 - 23:50）のため10分繰り下げ（23:50 - 0:45）。
- 第7話（七杯目）は『土曜プレミアム・出川・爆問田中・岡村のスモール3』の放送時間15分拡大（フジテレビ制作、21:00 - 23:25）のため、15分繰り下げ（23:55 - 0:50）。

## スピンオフドラマ
2017年に、大穴屋を舞台にしたスピンオフドラマが「大将川柳」としてYouTubeに配信された。全4話。

### キャスト（スピンオフドラマ）
大将
演 - 河野洋一郎
「大穴屋」大将。離婚していることが理沙の発言によって明かされている。
麻子（あさこ）
演 - 市原あやの
「大穴屋」従業員。彼氏がいるらしく、看病やデートのために早退することがある。

#### ゲスト（スピンオフドラマ）

##### 1句「先輩と後輩」
先輩
演 - 重住綾
後輩
演 - 田畑潤弥

##### 2句「その子誰の子?」
厚木理沙（あつぎ りさ）
演 - 伊佐美紀
タカヒロ
演 - 野中翔太
理沙の彼氏。

##### 3句「恋の矢」
山形の男
演 - 森谷勇太
ぽてと
演 - 阿部ぽてと
桃子（ももこ）
演 - 堀桃子

##### 4句「男の決意」
客
演 - 慈五郎

### スタッフ（スピンオフドラマ）
- 脚本 - 阿部ぽてと、川口清人、相澤さとみ
- 演出 - 廣田正興、たかひろや
- プロデューサー - 市野直親、遠山圭介（東海テレビ）
- スピンオフ制作 - イイジマルーム、飯島千寿子、相澤さとみ、たかひろや
- 撮影 - フォトグラファーハル
- 技術 - 三研ビジュアル
- 音楽 - 富貴晴美
- 音楽制作 - インスパイア・ホールディングス
- 挿入歌 - 北村太郎&アズ「水辺で枯れた花」
- 協力 - オスカープロモーション
- 制作 - 東海テレビ

### 配信リスト
| 話数 | 配信日   | サブタイトル  | 脚本       | 演出       |
| ---- | -------- | ------------- | ---------- | ---------- |
| 1句  | 10月26日 | 先輩と後輩    | 阿部ぽてと | 廣田正興   |
| 2句  | 11月02日 | その子誰の子? | 川口清人   | 廣田正興   |
| 3句  | 11月09日 | 恋の矢        | 相澤さとみ | たかひろや |
| 4句  | 11月16日 | 男の決意      | 阿部ぽてと | たかひろや |